# Lista de bandeiras turcomanas
Esta é uma lista de bandeiras usadas em Turcomenistão.

## Bandeira nacional e bandeira do estado
| Bandeira | Data          | Uso               | Descrição |
| -------- | ------------- | ----------------- | --- |
|          | 1992-1997     | Bandeira nacional | Um campo verde maior semelhante ao design atual (sem os ramos de oliveira). |
|          | 1997-2001     | Bandeira nacional | Um campo verde maior semelhante ao design atual. |
|          | 2001-presente | Bandeira nacional | Um campo verde com uma faixa vermelha vertical perto do lado do mastro, contendo cinco guls de tapete empilhados acima de dois ramos de oliveira cruzados; uma lua crescente branca e cinco estrelas brancas de cinco pontas aparecem no campo superior, no lado da terminologia da faixa vermelha. |

## Bandeiras governamentais
| Bandeira | Data  | Uso                 | Descrição |
| -------- | ----- | ------------------- | --------- |
|          | 2007- | Padrão presidencial |           |

## Bandeiras militares
| Bandeira | Data  | Uso                            | Descrição |
| -------- | ----- | ------------------------------ | --------- |
|          | 1991- | Bandeira das Forças Terrestres |           |
|          | 1991- | Bandeira das Forças Aéreas     |           |
|          | 1991- | Bandeira das Forças Navais     |           |

## Bandeiras históricas
| Bandeira | Data        | Uso                                                                  | Descrição   |
| -------- | ----------- | -------------------------------------------------------------------- | ----------- |
|          | 559-330 a.C | Estandarte do Império aquemênida                                     |             |
|          | 224–649     | Bandeira do Império Sassânida                                        |             |
|          | 661–750     | Bandeira do Califado Omíada                                          |             |
|          | 750-1258    | Bandeira do Califado Abássida                                        |             |
|          | 1242-1384   | Bandeira do Canato da Horda Dourada                                  |             |
|          | 1256-1335   | Bandeira do Ilcanato                                                 |             |
|          | 1370–1405   | Primeira bandeira da Dinastia Timúrida                               |             |
|          | 1405–1507   | Segunda Bandeira da Dinastia Timúrida                                |             |
|          | 1502–1524   | Primeira bandeira do Império Safávida                                |             |
|          | 1511–1740   | Bandeira do Canato de Quiva                                          |             |
|          | 1524–1576   | Segunda bandeira do Império Safávida                                 |             |
|          | 1576–1732   | Terceira bandeira do Império Safávida                                |             |
|          | 1736–1747   | Estandarte de Nader Xá                                               |             |
|          | 1747–1796   | Bandeira do Império Afexárida                                        |             |
|          | 1747–1796   | Bandeira do Império Afexárida                                        |             |
|          | 1751–1794   | Bandeira do Império Zande                                            |             |
|          | 1785–1870   | Bandeira do Emirado de Bucara                                        |             |
|          | 1789–1797   | Bandeira da Dinastia Cajar                                           |             |
|          | 1789–1797   | Bandeira da Dinastia Cajar                                           |             |
|          | 1797–1848   | Bandeira da Dinastia Cajar                                           |             |
|          | 1848–1852   | Bandeira da Dinastia Cajar                                           |             |
|          | 1852–1860   | Bandeira da Dinastia Cajar                                           |             |
|          | 1860-1896   | Bandeira do Império Russo                                            |             |
|          | 1896-1914   | Bandeira do Império Russo                                            |             |
|          | 1914-1917   | Bandeira do Império Russo                                            |             |
|          | 1920        | Bandeira do Emirado de Bucara                                        |             |
|          | 1917–1920   | Bandeira do Canato de Quiva                                          |             |
|          | 1917–1918   | Bandeira da Autonomia do Turquistão                                  |             |
|          | 1919-1921   | Bandeira da República Socialista Soviética Autônoma do Turquistão    |             |
|          | 1921-1924   | Bandeira da República Socialista Soviética Autônoma do Turquistão    |             |
|          | 1920-1924   | Bandeira da República Soviética Popular da Corásmia                  |             |
|          | 1921-1924   | Bandeira da República Soviética Popular de Bucarão                   | [ 3 ] [ 4 ] |
|          | 1925        | Proposta de bandeira da República Socialista Soviética Turcomena     | [ 5 ]       |
|          | 1926-1937   | Primeira bandeira da República Socialista Soviética Turcomena        | [ 6 ]       |
|          | 1937-1940   | Segunda bandeira da República Socialista Soviética Turcomena         | [ 7 ]       |
|          | 1940-1953   | Terceira bandeira da República Socialista Soviética Turcomena        | [ 8 ]       |
|          | 1953-1973   | Quarta Bandeira da República Socialista Soviética Turcomena          |             |
|          | 1973-1992   | Quinta e última bandeira da República Socialista Soviética Turcomena | [ 9 ]       |